# Lincoln, Nebraska
Lincoln (phát âm: Lin-cơn) là thủ phủ tiểu bang Nebraska. Thành phố rộng 99,05 dặm vuông (hay 256,53 km²) với dân số năm 2020 là 291.082 người. Lincoln là thành phố đông dân thứ hai tại Nebraska và thứ 70 Hoa Kỳ. Thành phố là trung tâm kinh tế và văn hóa quan trọng của một khu vực đô thị rộng lớn nằm tại phía đông nam tiểu bang Nebraska.
Thành phố Lincoln ban đầu được hình thành vào năm 1856, lúc bấy giờ chỉ là một ngôi làng nhỏ với tên gọi Lancaster. Năm 1869, thủ phủ của tiểu bang Nebraska được dời từ thành phố Omaha về Lancaster và thành phố được đổi tên theo vị tổng thống Hoa Kỳ Abraham Lincoln. Thành phố là nơi đóng trụ sở các cơ quan của chính phủ Hoa Kỳ tại bang Nebraska.
Trong thập niên 1970, Lincoln được Bộ Ngoại giao Hoa Kỳ đánh giá là một thành phố thân thiện với người tị nạn. Nhiều cộng đồng tị nạn, bao gồm người Việt, Karen (một dân tộc thiểu số tại Myanmar), Sudan, và Yazidi (một dân tộc thiểu số tại Iraq) đã được chính phủ Hoa Kỳ đưa đến Lincoln để bắt đầu cuộc sống mới.

## Lịch sử

### Thổ dân bản địa
Trước khi người Châu Âu đến khai phá và định cư ở Bắc Mỹ, người da đỏ đã sinh sống và săn bắt dọc theo sông Salt Creek trong hàng ngàn năm. Người Pawnee bản địa đã sống thành các làng dọc sông Platte. Người Sioux cũng đã đến Nebraska khai thác và săn bắt dù không định cư lâu dài tại đây.

### Hình thành
Thành phố Lincoln được thành lập năm 1856, dựa trên ngôi làng nhỏ Lancaster. Về sau, nơi đây trở thành quận lỵ của quận Lancaster vào năm 1859. Ngôi làng năm bên bờ sông Salt Creek (sông Platte). Đến cuối năm 1868, Lancaster đã có dân số khoảng 500 người.

### Thủ phủ

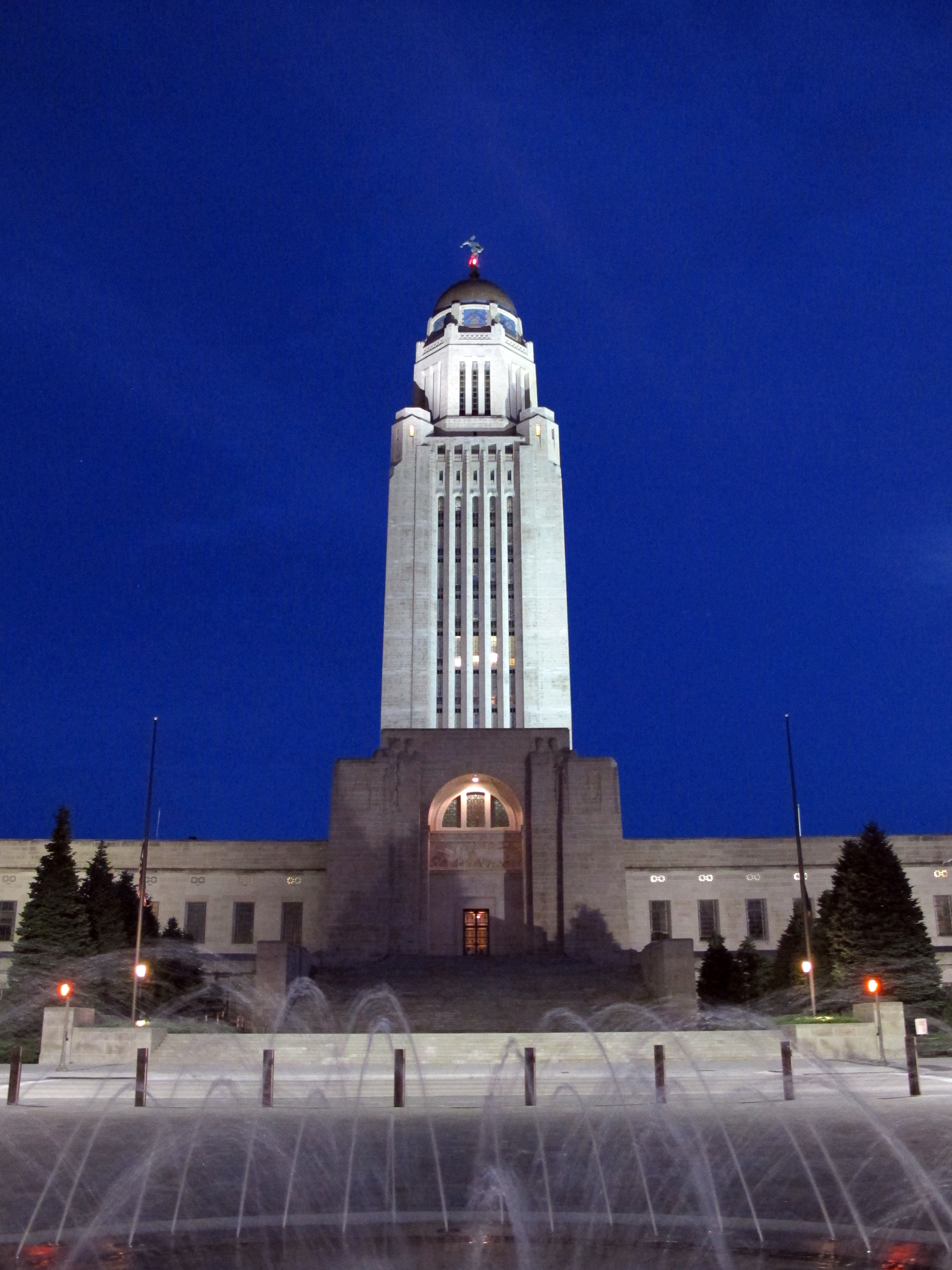
Điện Capitol bang Nebraska

Thành phố Omaha đã là thủ phủ của vùng lãnh thổ Nebraska từ khi lãnh thổ này được thành lập năm 1854. Phần lớn dân số đều sinh sống ở phía nam của dòng sông Platte. Sau khi phần phía nam của lãnh thổ trở thành tiểu bang Kansas vào năm 1861, cơ quan lập pháp của Nebraska đã bỏ phiếu di dời thủ phủ của vùng lãnh thổ về phía tây nam của dòng sông. Nebraska chính thức trở thành tiểu bang thứ 37 của Hoa Kỳ vào ngày 1 tháng 3 năm 1867. Cũng trong năm, thống đốc David Butler và thư ký tiểu bang Thommas Kennard đã chọn ngôi làng Lancaster để trở thành thủ phủ của tiểu bang bởi những hồ muối và đầm lầy ở nơi đây. Thánh phố Lincoln chính thức được thành lập, trở thành thủ phủ của tiểu bang Nebraska ngày 1 tháng 4 năm 1869, đặt tên theo vị tổng thống Abraham Lincoln.
Ngày 1 tháng 12 năm 1868, tòa nhà chính phủ đầu tiên của tiểu bang Nebraska được hoàn thành, với thiết kế gồm hai lầu và mái vòm trung tâm. Tuy nhiên đến năm 1879, chính quyền tiểu bang Nebraska đã quyết định thay thế công trình cũ đã xuống cấp bằng một tòa nhà chính phủ mới. Tòa nhà chính phủ thứ hai chính thức hoàn thiện năm 1888 sau nhiều giai đoạn, được kiến trúc sư William H. Willcox thiết kế với phong cách kiến trúc Phục hưng mới. Chỉ sau vài thập niên kể từ khi hoàn thành, tòa nhà chính phủ gặp vấn đề về cấu trúc, đặc biệt là phần nền móng. Quá trình xây dụng tòa nhà chính phủ thứ ba bắt đầu năm 1922, với kiến trúc sư Bertram G. Goodhue chịu trách nhiệm thiết kế. Đến năm 1932, Điện Capitol bang Nebraska chính thức hoàn thiện. Hiện nay, nó là tòa nhà thủ phủ tiểu bang cao thứ hai toàn nước Mỹ.

### Người tị nạn
Trong thập niên 1970, Lincoln được Bộ Ngoại giao Hoa Kỳ đánh giá là thành phố "thân thiện với dân tị nạn". Tới năm 2000, Lincoln trở thành nơi tái định cư của người tị nạn nước ngoài lớn thứ 12 cả Hoa Kỳ. Sau sự kiện 30 tháng 4 năm 1975, người Việt tị nạn đã đến Lincoln và hình thành một cộng đồng lớn tập trung chủ yếu dọc theo đường 27. Kể từ năm 2011, Lincoln là nơi có dân số người Karen (dân tộc thiểu số tại Myanmar) lớn thứ hai tại Mỹ, với khoảng 1.500 người vào năm 2019. Cũng từ năm 2011, Nebraska trở thành một trong những nơi tái định cư lớn nhất của người Sudan, chủ yếu tại Lincoln và Omaha.  Năm 2014, các tổ chức xã hội đã ước tính có khoảng 10.000 người Iraq tị nạn tái định cư tại Lincoln.

## Địa lý
Thành phố Lincoln có diện tích 99,05 dặm vuông (hay 256,53 km²), trong đó 97,689 dặm vuông (hay 253,013 km²) là mặt đất và 1,36 dặm vuông (hay 3,52 km²) là mặt nước, theo cục Thống kê Hoa Kỳ năm 2020.

### Vùng đô thị Lincoln
Vùng thống kê đô thị Lincoln bao gồm hai quận hạt là quận Lancaster và quận Seward (được thêm vào năm 2003). Ngoài ra, Lincoln cùng với thành phố Beatrice cũng năm trong vùng thống kê kết hợp Lincoln-Beatrice, với dân số 363.733 người (ước tính 2021).

### Khí hậu
Nằm trong vùng Đại Bình nguyên Bắc Mỹ và ít ảnh hưởng của các bộ phận đồi núi và dòng chảy lớn, Lincoln có bốn mùa đa dạng với kiểu khí hậu lục địa ẩm với mùa hè nóng. Mùa hè nóng, lượng mưa chủ yếu tập trung ở các tháng 5 và tháng 6, thỉnh thoàng có mưa dông. Mùa đông lạnh, có thể có bão tuyết lớn, tuyết rơi trung bình mỗi mùa đông là 26 inch (66 cm), tuy nhiên lượng tuyết rơi có thể dao động từ 5,1 inch (13 cm) năm 2021–2022 lên đến 55,5 inch (141 cm) ghi nhận năm 2018–2019.
Nhiệt độ trung bình trong ngày dao động từ 25,0 °F (−3,9 °C) vào tháng 1 đến 78,1 °F (25,6 °C) vào tháng 7. Nhiệt độ thấp kỷ lục được ghi nhận là −33 °F (−36 °C) vào ngày 12 tháng 1 năm 1974 và nhiệt độ cao kỷ lục là 115 °F (46 °C) vào ngày 25 tháng 7 năm 1936.
Dựa trên số liệu lưu trữ từ Trung tâm Dữ liệu Thời tiết Quốc gia trong ba tháng: tháng 12, tháng 1 và tháng 2, Đài The Weather Channel đã xếp Lincoln là thành phố lớn lạnh thứ 7 nước Mỹ. Trong năm 2014, vùng đô thị Lincoln-Beatrice được Hiệp hội Phổi Hoa Kỳ xếp trong danh sách "Những thành phố có chỉ số ô nhiễm khí ozon thấp nhất Hoa Kỳ".
| Dữ liệu khí hậu của thành phố Lincoln, Nebraska                  | Dữ liệu khí hậu của thành phố Lincoln, Nebraska | Dữ liệu khí hậu của thành phố Lincoln, Nebraska | Dữ liệu khí hậu của thành phố Lincoln, Nebraska | Dữ liệu khí hậu của thành phố Lincoln, Nebraska | Dữ liệu khí hậu của thành phố Lincoln, Nebraska | Dữ liệu khí hậu của thành phố Lincoln, Nebraska | Dữ liệu khí hậu của thành phố Lincoln, Nebraska | Dữ liệu khí hậu của thành phố Lincoln, Nebraska | Dữ liệu khí hậu của thành phố Lincoln, Nebraska | Dữ liệu khí hậu của thành phố Lincoln, Nebraska | Dữ liệu khí hậu của thành phố Lincoln, Nebraska | Dữ liệu khí hậu của thành phố Lincoln, Nebraska | Dữ liệu khí hậu của thành phố Lincoln, Nebraska |
| Tháng                                                            | 1                                               | 2                                               | 3                                               | 4                                               | 5                                               | 6                                               | 7                                               | 8                                               | 9                                               | 10                                              | 11                                              | 12                                              | Năm                                             |
| ---------------------------------------------------------------- | ----------------------------------------------- | ----------------------------------------------- | ----------------------------------------------- | ----------------------------------------------- | ----------------------------------------------- | ----------------------------------------------- | ----------------------------------------------- | ----------------------------------------------- | ----------------------------------------------- | ----------------------------------------------- | ----------------------------------------------- | ----------------------------------------------- | ----------------------------------------------- |
| Cao kỉ lục °C (°F)                                               | 23 (73)                                         | 28 (83)                                         | 33 (91)                                         | 36 (97)                                         | 40 (104)                                        | 42 (108)                                        | 46 (115)                                        | 43 (110)                                        | 41 (106)                                        | 37 (98)                                         | 29 (85)                                         | 24 (75)                                         | 46 (115)                                        |
| Trung bình ngày tối đa °C (°F)                                   | 2.0 (35.6)                                      | 4.8 (40.6)                                      | 12.0 (53.6)                                     | 18.2 (64.8)                                     | 23.9 (75.0)                                     | 29.6 (85.2)                                     | 31.9 (89.4)                                     | 30.7 (87.2)                                     | 26.7 (80.1)                                     | 19.2 (66.6)                                     | 10.9 (51.7)                                     | 4.1 (39.4)                                      | 17.8 (64.1)                                     |
| Trung bình ngày °C (°F)                                          | −3.9 (25.0)                                     | −1.4 (29.5)                                     | 5.1 (41.2)                                      | 11.1 (52.0)                                     | 17.3 (63.1)                                     | 23.2 (73.7)                                     | 25.6 (78.1)                                     | 24.2 (75.6)                                     | 19.6 (67.2)                                     | 12.1 (53.8)                                     | 4.3 (39.8)                                      | −1.8 (28.8)                                     | 11.3 (52.3)                                     |
| Tối thiểu trung bình ngày °C (°F)                                | −9.8 (14.4)                                     | −7.6 (18.4)                                     | −1.8 (28.7)                                     | 4.0 (39.2)                                      | 10.7 (51.2)                                     | 16.7 (62.1)                                     | 19.3 (66.7)                                     | 17.8 (64.1)                                     | 12.4 (54.3)                                     | 5.0 (41.0)                                      | −2.2 (28.0)                                     | −7.7 (18.2)                                     | 4.7 (40.5)                                      |
| Thấp kỉ lục °C (°F)                                              | −36 (−33)                                       | −35 (−31)                                       | −28 (−19)                                       | −16 (3)                                         | −4 (24)                                         | 4 (39)                                          | 7 (45)                                          | 4 (39)                                          | −3 (26)                                         | −16 (3)                                         | −26 (−15)                                       | −33 (−27)                                       | −36 (−33)                                       |
| Lượng Giáng thủy trung bình mm (inches)                          | 19 (0.73)                                       | 23 (0.89)                                       | 39 (1.55)                                       | 68 (2.69)                                       | 125 (4.91)                                      | 114 (4.48)                                      | 83 (3.25)                                       | 84 (3.32)                                       | 74 (2.90)                                       | 54 (2.14)                                       | 33 (1.30)                                       | 30 (1.18)                                       | 745 (29.34)                                     |
| Lượng tuyết rơi trung bình cm (inches)                           | 17 (6.5)                                        | 18 (7.1)                                        | 8.6 (3.4)                                       | 3.0 (1.2)                                       | 0.25 (0.1)                                      | 0.0 (0.0)                                       | 0.0 (0.0)                                       | 0.0 (0.0)                                       | 0.0 (0.0)                                       | 2.3 (0.9)                                       | 3.8 (1.5)                                       | 13 (5.3)                                        | 66 (26.0)                                       |
| Số ngày giáng thủy trung bình (≥ 0.01 in)                        | 5.9                                             | 6.1                                             | 8.1                                             | 9.7                                             | 11.8                                            | 10.4                                            | 8.9                                             | 8.8                                             | 7.2                                             | 7.1                                             | 5.4                                             | 5.9                                             | 95.3                                            |
| Số ngày tuyết rơi trung bình (≥ 0.1 in)                          | 5.0                                             | 4.5                                             | 2.2                                             | 0.6                                             | 0.1                                             | 0.0                                             | 0.0                                             | 0.0                                             | 0.0                                             | 0.3                                             | 1.4                                             | 3.8                                             | 17.9                                            |
| Độ ẩm tương đối trung bình (%)                                   | 70.3                                            | 72.5                                            | 69.1                                            | 63.6                                            | 66.9                                            | 65.2                                            | 65.4                                            | 68.9                                            | 70.1                                            | 67.1                                            | 71.5                                            | 73.1                                            | 68.6                                            |
| Số giờ nắng trung bình tháng                                     | 176.8                                           | 167.6                                           | 211.9                                           | 236.4                                           | 273.3                                           | 314.4                                           | 329.9                                           | 294.9                                           | 236.4                                           | 216.9                                           | 156.4                                           | 146.8                                           | 2.761,7                                         |
| Nguồn: Cơ quan Quản lý Khí quyển và Đại dương Quốc gia Mỹ (NOAA) |                                                 |                                                 |                                                 |                                                 |                                                 |                                                 |                                                 |                                                 |                                                 |                                                 |                                                 |                                                 |                                                 |

## Nhân khẩu
Lincoln là thành phố đông dân thứ hai tại bang Nebraska. Trong những năm 1970, chính phủ Hoa Kỳ coi thành phố Lincoln là thành phố thân thiện với người tị nạn bởi nền kinh tế ổn định, hệ thống giáo dục và quy mô thành phố. Kể từ đó, người tị nạn đến từ Việt Nam đã đến định cư tại Lincoln, nhiều hơn tất cả các quốc gia khác. Năm 2013, Lincoln được xếp trong "Nhóm mười thành phố được chào đón nhất nước Mỹ" bởi tổ chức Welcoming America.

### Thành phần dân tộc
Theo Điều tra dân số Hoa Kỳ năm 2020, Lincoln có dân số là 291.082 người với thành phần sắc tộc bao gồm 228.956 người Mỹ da trắng (78,66%); 13.605 người Mỹ gốc Phi (4,67%); 2.589 người Mỹ bản địa (0,89%); 13.871 người Mỹ gốc Á (4,77%); 196 người Mỹ gốc Quần đảo Thái Bình Dương (0,07%); 10.175 các dân tộc khác (3,5%), và 21.690 người đa chủng tộc (7,45%). Theo ước tính vào năm 2022, thành phố Lincoln có khoảng 4.260 người Mỹ gốc Việt (chiếm khoảng 1,5% dân số) và 28.895 người Mỹ Latinh và Tây Ban Nha (chiếm 8,8% dân số).

### Cơ cấu độ tuổi
Dự tính vào năm 2022, cơ cấu dân số theo độ tuổi thành phố Lincoln gồm 21,2% dưới 18 tuổi; 16,3% dân số từ 18 đến 24 tuổi; 47,4% dân số từ 25 đến 64 tuổi và 15,3% dân số trên 65 tuổi. Độ tuổi trung vị của thành phố là 33,9 tuổi, với tỷ lệ giới tính là 101,1 nam giới so với 100 nữ giới.

### Mức thu nhập
Khảo sát cộng đồng Mỹ năm 2022 ước tính mức lương trung vị của một hộ dân trong một năm là 62.391 đôla Mỹ trong khi mức lương trung vị của một gia đình là 93.029 đôla Mỹ. Khảo sát cũng ước tính có khoảng 39.138 người sống dưới mức nghèo (tương đương khoảng 14% dân số thành phố).

## Chính phủ

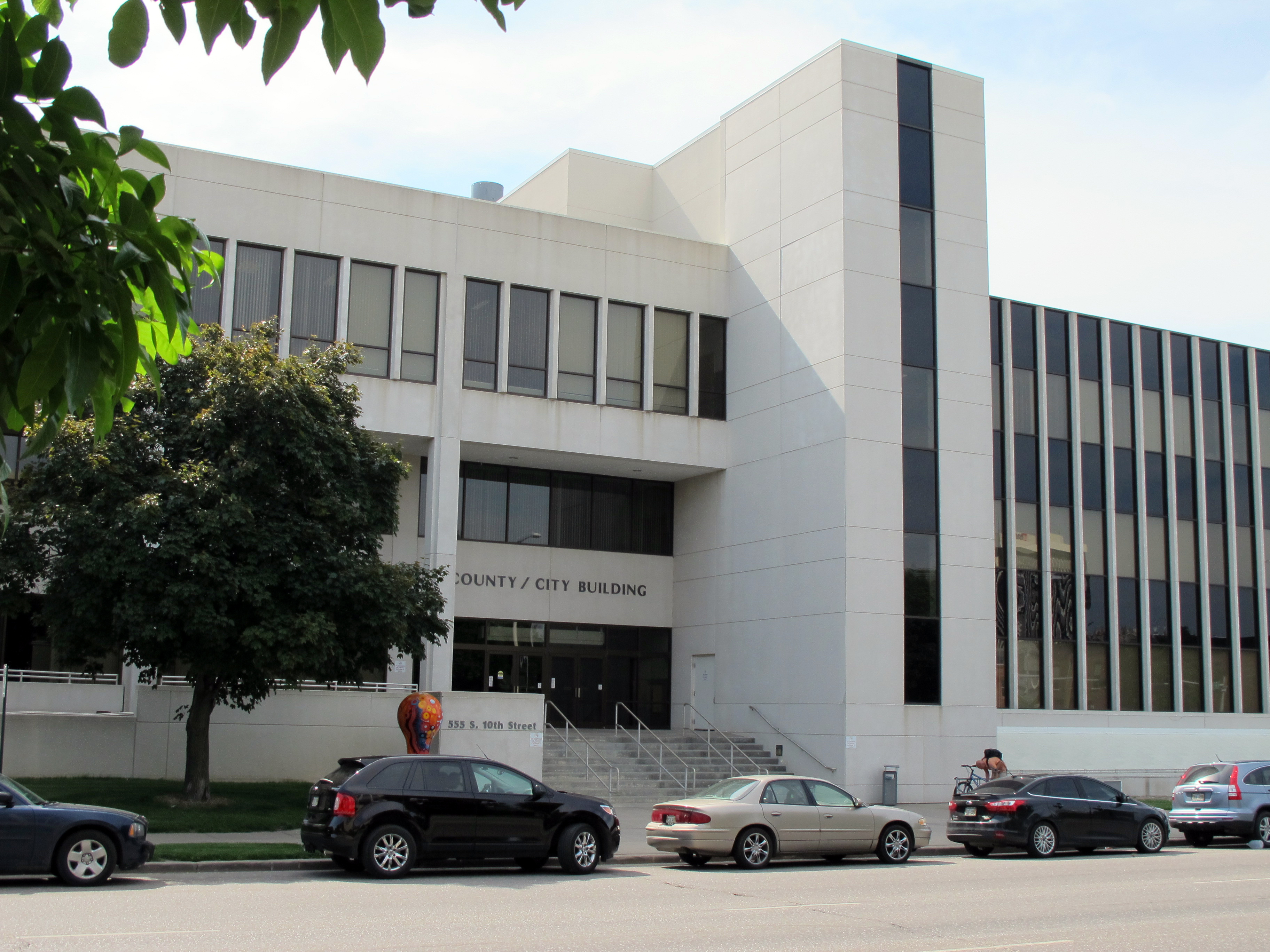
Tòa nhà County-City, văn phòng chính quyền thành phố

Thành phố Lincoln được quản lý bởi mô hình chính quyền thị trưởng-hội đồng, với thị trưởng và bảy thành viên của hội đồng thành phố được bầu chọn phi đảng phái. Bốn trong số bảy thành viên hội đồng đến từ bốn hội đồng phân khu của thành phố, ba thành viên còn lại là ứng viên tự do. Thành phố Lincoln có cơ quan sức khỏe, nhân sự và quy hoach hợp chung với quận Lancaster; với hầu hết văn phòng của các cơ quan ban ngành của thành phố Lincoln và quận Lancaster đều nằm trong tòa nhà County-City. Cuộc bầu cử tổng thể gần đây nhất của thành phố Lincoln diễn ra vào ngày 4 tháng 5 năm 2021.
Là thủ phủ của tiểu bang Nebraska, rất nhiều văn phòng cơ quan của chính quyền tiểu bang và chính quyền liên bang được đặt tại thành phố Lincoln. Về giáo dục, thành phố nằm hoàn toàn trong Khu học chánh công lập Lincoln. Sở Cứu hỏa và Cứu hộ Lincoln chịu trách nhiệm phòng cháy chữa cháy và cứu nạn cứu hộ trong trường hợp khẩn cấp trong khi các công ty tư nhân có thể cung cấp dịnh vụ vận chuyển y tế không cấp thiết.
Hệ thống thư viện công cộng của thành phố Lincoln có 8 chi nhánh. Mỗi năm hệ thống ghi nhận khoảng 3 triệu sản phẩm được lưu hành và chuyển phát đến người dân trong thành phố Lincoln và quận Lancaster.

### Cơ quan hành pháp
Sở Cảnh sát Lincoln (LPD) là một trong những lực lượng cảnh sát có mức nhân sự thấp nhất cả nước, chỉ 358 sĩ quan cảnh sát và 147 nhân viên công chức, với tỉ lệ 1,2 sĩ quan cảnh sát so với 1.000 người dân (mức trung bình trên toàn nước Mỹ là 2,4).

### Quân sự
Trụ sợ chính Lực lượng liên quân Vệ binh Quốc gia Nebraska được đặt tại sân bay Lincoln, cùng các đơn vị trực thuộc như Lữ đoàn Tăng cường Cơ động số 67, Tư lệnh Quân đoàn số 92 và Phi đoàn Tiếp nhiên liệu số 155 Bên cạnh lực lượng Vệ binh Quốc gia, trong năm 2022, Phi đoàn số 55 đã tạm đóng tại sân bay Lincoln trong thời gian Căn cứ Không quân Offut sửa chữa.

## Kinh tế
Nền kinh tế thành phố Lincoln khá điển hình với một thành phố cỡ trung tại Hoa Kỳ, với các hoạt động kinh tế chủ yếu từ ngành dịch vụ và công nghiệp sản xuất chế tạo. Hai đơn vị đóng góp lớn cho nền kinh tế Lincoln là cơ quan chính phủ và trường Đại học Nebraska-Lincoln. Một số nhóm ngành nổi bật khác tại Lincoln bao gồm tài chính, bảo hiểm, in ấn xuất bản, sản xuất chế tạo, dược phẩm, y tế, giáo dục, bưu chính viễn thông, công nghệ thông tin, ngành đường sắt và vận tải đường bộ.
Tháng 10 năm 2021, vùng đô thị Lincoln có tỉ lệ thất nghiệp ước tính là 1,3%. Với thị trường thiếu hụt lao động, Lincoln trải qua sự tăng trưởng trong mức lương nhanh chóng. Từ mùa hè 2014 đến mùa hè 2015, mức lương trung bình một giờ cho cả nhân viên công chức và tư nhân đều tăng 11%. Cũng trong giai đoạn tháng 10 năm 2014 đến tháng 10 năm 2015, mức tiền công cơ bản cũng tăng 8,4%.
Nhiều doanh nghiệp trên toàn nước Mỹ có lịch sử thành lập tại thành phố Lincoln, trong đó bao gồm tập đoàn Nelnet, công ty bảo hiểm Ameritas, công ty bảo hiểm Assurity, hãng quần áo Fort Western, chuỗi cửa hàng HobbyTown USA và công ty CliffNotes. Ngoài ra, một số chuỗi nhà hàng, thức ăn nhanh lớn trong khu vực ban đầu cũng được thành lập tại Lincoln như Amigos/Kings Classic, Runza Restaurants và Valentino's.
Thành phố Lincoln là một phần của "Thảo nguyên Silicon vùng Midwest". Lincoln được xếp hạng 4 trong danh sách "Địa điểm tốt nhất cho doanh nghiệp và sự nghiệp" của Forbes vào năm 2013, hạng nhất trong danh sách "Những thành phố tốt nhất để tìm kiếm việc làm" của NerdWallets năm 2015, hạng 2 trong "Những thành phố có sự cân bằng cuộc sống - công việc tốt nhất" của SmartAssets năm 2019.
| #                                                                   | Đơn vị tuyển dụng                       | Số lượng nhân viên |
| ------------------------------------------------------------------- | --------------------------------------- | ------------------ |
| 1                                                                   | Chính quyền bang Nebraska               | 9.776              |
| 2                                                                   | Khu học chánh Lincoln                   | 8.204              |
| 3                                                                   | Viện đại học Nebraska-Lincoln           | 6.315              |
| 4                                                                   | Tổ chức phi lợi nhuận Bryan Health      | 3.500              |
| 5                                                                   | Chính quyền liên bang Hoa Kỳ            | 3.463              |
| 6                                                                   | Chính quyền thành phố Lincoln           | 2.679              |
| 7                                                                   | Trung tâm Y tế Saint Elizabeth          | 2.300              |
| 8                                                                   | Công ty Đường sắt BNSF                  | 2.000              |
| 9                                                                   | Bệnh viện Phục hồi chức năng Madonna    | 1.500              |
| 10                                                                  | Hãng hàng không tư nhân Duncan Aviation | 1.200              |
| Nguồn: Báo cáo Tài chính thường niên năm 2020 của thành phố Lincoln |                                         |                    |

## Giáo dục

### Giáo dục phổ thông
Khu học chính công lập Lincoln (Lincoln Public Schools) là học khu bao gồm phần lớn diện tích thành phố, các khu vực vùng ven thuộc các học khu lân cận như Học khu Norris 160 và Học khu Waverly 145. Khu học chánh Lincoln bao gồm tám trường trung học phổ thông công lập: Lincoln High, East, Northeast, North Star, Southeast, Southwest, Northwest và Standing Bear. Ngoài ra, thành phố Lincoln cũng có số lượng lớn trường học tư thục, trường dòng, trường đạo; một số trường trung học phổ thông tư thục là College View Academy, Lincoln Christian, Lincoln Lutheran, Parkview Christian và Pius X High School.

### Trườngcao đẳng - đại học
Thành phố Lincoln hiện có 9 trường đại học và cao đẳng. Viện Đại học Nebraska-Lincoln, thuộc hệ thống Đại học Nebraska, là ngôi trường đại học lớn nhất tiểu bang Nebraska. Trường có tổng cộng 25.820 sinh viên theo học năm 2018, trong đó bao gồm 3.227 sinh viên quốc tế.
Trường Đại học Nebraska Wesleyan có 1.688 sinh viên theo học năm 2022. Năm 2002, trường được tạp chí U.S. News & World Report xếp hạng nhất trường đại học khai phóng tiểu bang Nebraska.
Trường cao đẳng cộng đồng Southeast Community College, với 3 cơ sở tại Lincoln, ghi nhận 9.505 sinh viên theo học năm 2024. Tại đây, học sinh thường chọn khóa học chuyển tiếp hai năm trước khi chuyển tiếp đến các trường đại học khác, với ngôi trường chuyển tiếp phổ biến tại đây là Đại học Nebraska-Lincoln.

## Cơ sở hạ tầng

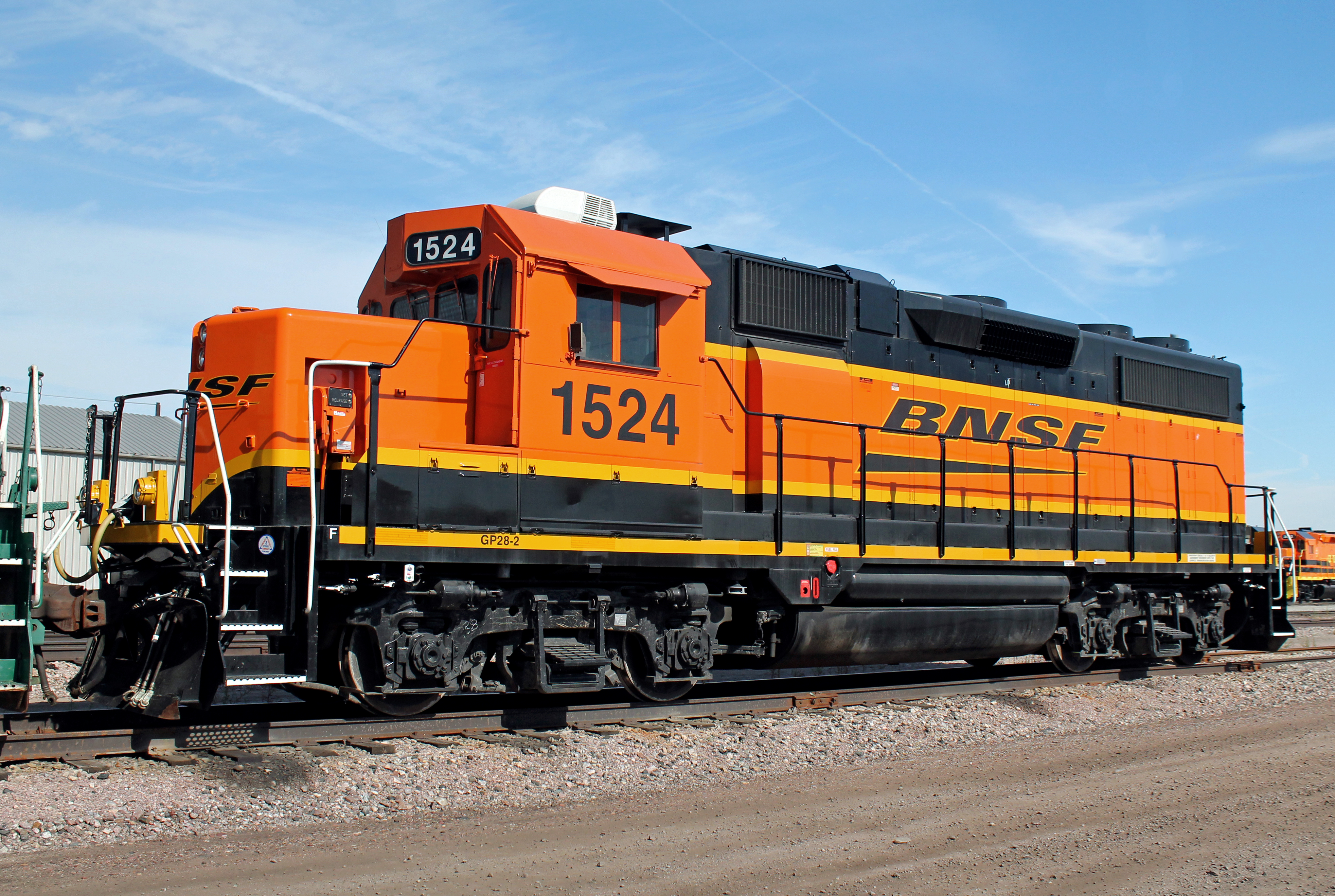
Đầu máy tàu hỏa của công ty Đường sắt BNSF chụp tại Lincoln

### Tuyếnđường bộ
Tuyến cao tốc I-80 là tuyến đường chính kết nối thành phố Lincoln, với điểm cuối của tuyến tại San Francisco, California ở bờ Tây và Teaneck, New Jersey ở bờ Đông. Một số tuyến đường phụ gồm có I-180, tuyến quốc lộ số 6 (US 6), quốc lộ 34 (US 34) và quốc lộ 77 (US 77).

### Tuyếnđường sắt
Thành phố Lincoln sở hữu nhiều tuyến đường sắt khác nhau, trong đó bao gồm hai công ty vận tải hàng hóa đường sắt lớn nhất nước Mỹ là Đường sắt BNSF và Đường sắt Union Pacific. Ngoài ra, nhà ga Lincoln cũng phục vụ chuyến tàu California Zephyr của công ty đường sắt chở khách quốc gia Amtrak, kết nối khu vực San Francisco, California và thành phố Chicago, Illinois.